# Catharina Elmsäter-Svärd
Catharina Elmsäter-Svärd   (23 de novembre de 1965) és una política sueca que va ser ministra d'Infraestructures del 2010 al 2014. Membre del Partit Moderat, va ser diputada del Parlament de Suècia per al comtat d'Estocolm d'octubre a desembre de 2014, abans de 1997 a 2008. El 16 de desembre de 2014, va anunciar que deixaria la política.
Va ocupar els càrrecs de comissària de finances i comissària en cap del Consell del Comtat d'Estocolm del 2008 al 2010. També va exercir com a ministra de Defensa en funcions del 29 de març al 18 d'abril de 2012, després de la sobtada renúncia de Sten Tolgfors.